# Maison forte de Champrovent
La maison forte de Champrovent est une maison forte citée depuis le XIIe siècle, remaniée aux XVe – XVIe siècle, qui se dresse sur la commune de Saint-Jean-de-Chevelu dans le département de la Savoie en région Auvergne-Rhône-Alpes.

## Situation
La maison forte de Champrovent est située dans le département français de la Savoie sur la commune de Saint-Jean-de-Chevelu, adossé au mont du Chat, et dominant la vallée, à 2,5 kilomètres, au sud-sud-ouest du bourg, entre les hameaux de Vernatel et les Ménards.

## Histoire
La maison forte de Champrovent est citée depuis le XIIIe siècle. Le château est la possession de la famille de Champrovent ; on relève la trace de cette famille dès 1270. Un document situé aux AD73 donne 1140[réf. nécessaire]. Vit, vers 1310-1336, Jacquemet de Champrovent qui, le 26 mai 1336, fait une reconnaissance. En 1410, on relève noble Jean de Champrovent (de Campoprovencio), et, en 1440, Arthaud de Champrovent.
Amédée de Montou et Turpin de Champrovent, écuyer, figurent, dans un acte daté du 15 juin 1444. Ce dernier avait été marié, vers 1430, à noble demoiselle Marie, bâtarde de La Chambre. En 1480, Guigonne de Champrovent est mariée à Pétremand de Rossillon, fils de Jacques de Rossillon de Gimilieu et de Louise d'Orlyé, seigneur de Gimilieu.
François de Champrovent, dernier du nom, teste et désigne comme héritière universelle, le 7 décembre 1536, sa nièce, Isabelle de Rossillon de Gimilieu, épouse de noble Charles de Rubod de Centagnieu.
Vit en 1600, Isabeau de Rubod, dame de Champrovent. Le fief, échoit, par les Rubod de Centagnieu, à la branche des Mareste de Lucey de Chevelu. En 1659, Françoise de Ramus de Charpenne de Cruet, dame de Vens et de la maison forte de Verdun, est mariée à Anthelme-Melchior de Mareste, lieutenant dans l'escadron de Savoie. À la réunion de la noblesse du petit Bugey, à Yenne, le 1er octobre 1675, à l'occasion de l'avènement de Victor-Amédée II de Savoie, ce dernier est qualifié de seigneur de Lutrin, et baron de Champrovent. Son fils, Claude de Mareste, est marié, le 11 novembre 1696, à Françoise de Seyssel-Châtelard. En 1740, Louis de Mareste, marquis de Lucey, est seigneur de Champrovent, seigneurie que les Marestes conserveront jusqu'à la Révolution française.
Elle échoit à la famille Vulliet, marquis de Yenne ; ces derniers ayant émigrés, les terres sont acquises, en l'an V par les familles Bellemin, Biron et Magnin, puis en l'an VI par un habitant du pays Jean Cozlin. En 1907 une partie de la bâtisse est rachetée par la famille Laurent, puis en 1950, elle devient la propriété de la famille Buisson et en 2009 de la famille Félix qui depuis la restaure[réf. nécessaire].

## Description
Le château présente des vestiges du XIIIe siècle, dont une porte sur l'arrière. Il fut remanié aux XVe et XVIe siècles. Le corps de logis se présente sous la forme d'un L, accosté d'une tour ronde, bâti en petits moellons apparents, est couvert en tuiles plates. Sa façade prend le jour par des fenêtres à meneaux. Une seconde tour ronde s'élève à proximité, détachée de l'ensemble.

## La maison et les arts
En juin 1941, le peintre Balthus s'installe avec sa femme Antoinette dans le château où il peint le tableau Paysage de Champrovent et deux versions d'un autre intitulé Le Salon pour lequel la fille de la ferme Georgette Cozlin servit de modèle avec Raymonde. La première version se trouve au Minneapolis Institute of Arts and la seconde dans les collections of MOMA in New York. Balthus quitte Chamrpovent pour la Suisse en 1942.